# Jean-Louis Vincendeau
Jean-Louis Vincendeau (né en 1949 à Gétigné - ) est enseignant, conférencier et plasticien français, expert en jardins auprès de la Commission Nationale des Monuments Historiques.
Il est auteur de nombreux articles sur les jardins et l'art contemporain. Il est l'initiateur du thème des « friches de la pensée ». Il tourne également des courts-métrages.

## Expositions
- 2000 - Faites de la Lumière, rue du Pont-Neuf, Paris 1er[3]
- 2006 - Ladder to Heaven (Le Génie des jardins organisé par Le Génie de la Bastille[4]), interventions artistiques dans l'espace public, Paris 11e arrondissement[5]
- 2008 - Le vaisseau dans l'arbre, jardins Vauban à Lille, installation présentée à l'occasion de « Arts et Jardins »
- 2009 - Au retour des coupoles, Chercheur d'Art à Rennes[6]
- 2009 - Rouge instinct des cabines, Librairie-galerie La Voix au Chapitre à Saint-Nazaire